# Caprella drepanochir
Caprella drepanochir är en kräftdjursart som beskrevs av Mayer 1890. Caprella drepanochir ingår i släktet Caprella och familjen Caprellidae. Inga underarter finns listade i Catalogue of Life.